# Israel And
Israel Andersson And, död 1289, var en svensk medeltida godsägare, riddare och lagman. Han var bror till domprosten Andreas And.

## Biografi
Israel And omtalas första gången i källorna 1281 då han var en av fastarna vid ett köpeavtal mellan Magnus Ladulås och biskop Anund Jonsson. 1286 var han lagman över Tiundaland och närvarade då vid en ägobytestransaktion mellan Magnus Ladulås och Magnus Bosson. Han uppges ha begravts i Sankt Nikolai kapell i Uppsala domkyrka, där hans kusin och efterträdare Birger Persson också begravdes.

### Familj
Gift med Ramfrid Gustavsdotter (lejon), som levde ännu 1308 och troligen var dotter till Västergötlands lagman Gustaf Petersson (lejon).  
Kända barn 
1. Kristina Israelsdotter (And), gift med Björn Näf, och mor till Nils Björnsson (Färla, Björn Näfs ätt)
2. Katarina Israelsdotter (And),  gift med Tomas Jonsson (Grip), och mor till Margareta Tomasdotter (Grip), Jon Tomasson (Grip) och Harald Tomasson (Grip).
3. Ragnvald And
4. Ramborg Israelsdotter (And), var först gift med Karl Gregersson av Folkungarnas oäkta gren, sedan med Arvid Gustavsson (Sparre av Vik), riddare och hertigarna Eriks och Valdemars råd, död 1317 i samband med Nyköpings gästabud. Ramborg skrev sig 1303 till Vik som hon torde ha ärvt efter sin far. Fru Ramborg byggde Västeråkers kyrka i Hagunda härad, Uppland. Hennes gravplatta, gjuten av koppar i Flandern, bär förmodligen ett för tidigt dödsår (1327). Hon levde sannolikt några år in på 1330-talet, och var mor till Gustav Arvidsson (Sparre av Vik), och Kristina Arvidsdotter (Sparre av Vik).